# Parque Eduardo VII
O Parque Eduardo VII de Inglaterra, anteriormente Parque da Liberdade, é o maior parque do centro de Lisboa, sendo localmente conhecido apenas por Parque Eduardo VII. Localizado em São Sebastião da Pedreira, atual freguesia das Avenidas Novas, foi baptizado em 1903 em honra de Eduardo VII do Reino Unido, que havia visitado Lisboa no ano anterior para reafirmar a aliança entre os dois países.
O espaço que ocupa estende-se por cerca de vinte e cinco hectares. No alto do parque, numa zona bem visível da cidade, está hasteada uma grande bandeira de Portugal. Por curiosidade, esta bandeira foi sugerida por uma criança de 9 anos, de nome Tomás Carvalho, em 2003, ao então Presidente da Republica, Jorge Sampaio.
O Parque Eduardo VII foi construído na primeira metade do século XX para voltar a dar a Lisboa o que o Passeio Público tinha dado até meados do séc. XIX em termos de fruição do espaço público — e que tinha sido destruído na sequência da abertura da Avenida da Liberdade, em 1882. Foi utilizado o terreno aberto pertencente à Pedreira de São Sebastião e, originalmente, destinava-se ao prolongamento "verde" da Avenida da Liberdade. A atual configuração do parque foi projetada pelo arquiteto Francisco Keil do Amaral (1942).
A faixa central, coberta de relva, é ladeada por longos passeios de calçada portuguesa, dividindo o parque em duas zonas verdes, arborizadas. No canto noroeste do parque, no local de uma antiga pedreira de basalto, encontra-se a Estufa Fria, com uma diversidade de plantas exóticas, riachos, cascatas, palmeiras e trilhos, fúcsias, arbustos em flor e bananeiras e a Estufa Quente com plantas luxuriantes, lagos e cactos bem como aves tropicais. 
Perto das estufas encontra-se um lago com grandes carpas e um parque para as crianças brincarem, com a forma de um galeão. No lado leste está o atual Pavilhão Carlos Lopes, estrutura portuguesa utilizada na Exposição Internacional do Rio de Janeiro, de 1922, e renomeada em honra de do vencedor da maratona olímpica de 1984. 
No topo norte existe um miradouro monumental onde foi erigido o Monumento ao 25 de Abril, ladeado por 2 conjuntos de 2 obeliscos de inspiração autoritária do projeto original do Parque . O monumento ao 25 de Abril (onde se vê, nomeadamente, um cravo vermelho ), inaugurado em 1997, é da autoria de João Cutileiro e foi alvo de muita polémica pela sua forma fálica; segue-se o Jardim Amália Rodrigues, que homenageia a diva portuguesa do fado.
A Feira do Livro de Lisboa realiza-se anualmente nos dois passeios longitudinais do Parque.